# Keizer Ferdinand II
Ferdinand II (Graz, 9 juli 1578 – Wenen, 15 februari 1637), was de zoon van Karel II van Oostenrijk, broer van keizer Maximiliaan II, de vader van keizer Matthias. Hij behoorde tot het huis Habsburg en was van 1619 tot zijn dood Rooms-Duits koning en keizer.

## Jeugd
Ferdinand werd katholiek opgevoed en onder invloed van zijn jezuïtische leraren groeide hij op tot een erg vroom man. Hij studeerde aan de Universiteit van Ingolstadt, maar vertoonde weinig interesse in de kunsten. Ferdinand was klein van stuk en leed zijn ganse leven aan rugklachten, mogelijk ten gevolge van een genetische afwijking.
Rond 1595 nam hij vanuit Graz het bestuur van Binnen-Oostenrijk op. Het Oñateverdrag tussen Filips III van Spanje en de Habsburgse tak uit Binnen-Oostenrijk hekelde de zachte aanpak van kardinaal Melchior Khlesl, die een voorstander was van godsdienstige verdraagzaamheid. De aanhangers van de Contrareformatie bepleitten een hardere aanpak ten opzichte van de protestanten en kozen Ferdinand als opvolger voor de kinderloze keizer Matthias. Hij liet protestantse instellingen sluiten en Lutherse boeken in beslag nemen en verbranden. De edelen van het land werden gedwongen zich te bekeren tot het katholicisme wilden ze hun gronden niet verliezen. Misschien 2.000 prominente protestanten, waaronder sterrenkundige Johannes Kepler, verlieten het land.

## Vorst

### Koning van Bohemen
Nog tijdens de regeerperiode van keizer Matthias werd hij benoemd tot koning van Bohemen (1617). De Tweede Praagse Defenestratie en de daarop volgende Boheemse Opstand (1618-1620) waren de aanleiding voor de Dertigjarige Oorlog.
Bohemen koos de protestantse keurvorst Frederik V van de Palts tot staatshoofd, die dit aanvaardde, mede door aansporing van zijn neef de Nederlandse stadhouder prins Maurits. Ferdinands legeraanvoerder Tilly versloeg echter het Boheemse leger op 8 november 1620 in de Slag op de Witte Berg nabij Praag. Frederik kwam meteen ten val en vluchtte naar Nederland. Spanjaarden en jezuïeten voerden in het land de Contrareformatie door. In 1627 hief Ferdinand, inmiddels keizer van het Heilige Roomse Rijk, het gekozen koningschap van Bohemen op. Hiermee werd Bohemen een erfelijk bezit van het Huis Habsburg. Zijn intolerante en onderdrukkende stijl van regeren stond vrede in de weg. Het einde van de Dertigjarige Oorlog heeft hij dan ook niet meegemaakt.

### Koning van Hongarije
Bij zijn aantreden lapte hij het Verdrag van Wenen (1606) aan zijn laars. Dat bracht hem onmiddellijk in conflict met Gabriël Bethlen. Vechten op twee fronten was geen goed idee en Gabriël Bethlen boekte heel wat terreinwinst. Na zijn overwinning bij de Slag op de Witte Berg sloeg hij hard terug. De Vrede van Nikolsburg (1621) gaf Ferdinand de tijd om met keurvorst Frederik V van de Palts af te rekenen. Later zou Gabriël Bethlen zich nog verschillende keren aan de zijde van de protestanten scharen. Met de Vrede van Presburg (1626) werd er definitief vrede gesloten.

### Keizer van het Heilige Roomse Rijk
De Dertigjarige Oorlog woedde in alle hevigheid voort en Ferdinand richtte zijn pijlen op Noord-Duitsland en Denemarken, onder leiding van Albrecht von Wallenstein.

## Huwelijk en kinderen

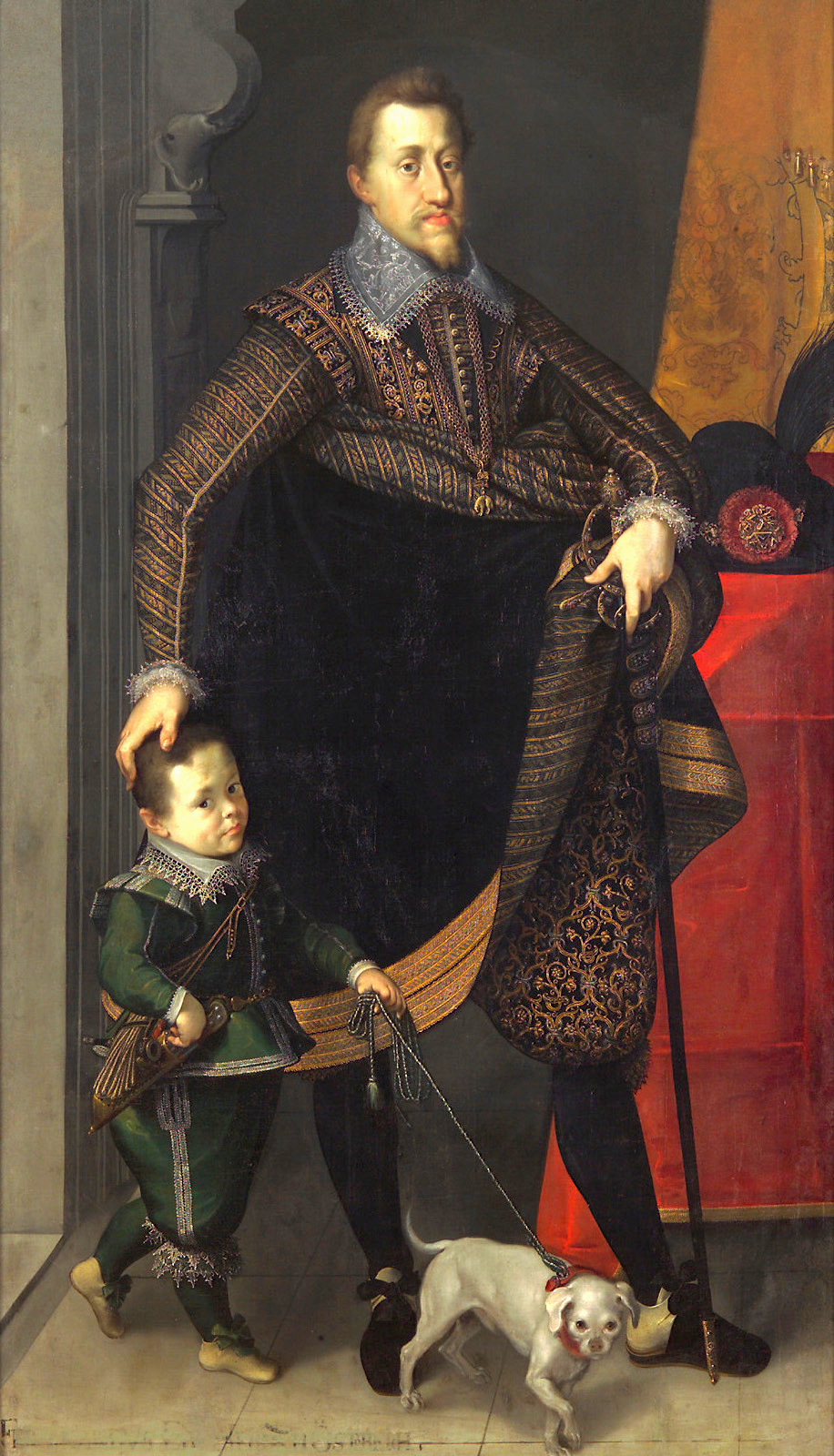
Keizer Ferdinand II en hofdwerg
(1604), Joseph Heintz de Oudere, Kunsthistorisches Museum

Hij was de zoon van Karel II van Oostenrijk (1540-1590) en Maria Anna van Beieren (1551-1608). Zijn eerste vrouw was Maria Anna van Beieren (1574-1616), dochter van Willem V, hertog van Beieren. Uit dit huwelijk zijn de volgende kinderen voortgekomen:
- Christine (1601-1601)
- Karel (1603-1603)
- Johan Karel (1 november 1605 - 26 december 1619)
- Ferdinand III (1608-1657)
- Maria Anna (1610-1665), die huwde met Maximiliaan I van Beieren
- Cecilia Renata (1611-1644), gehuwd met Wladislaus Wasa, koning van Polen
- Leopold Willem (1614-1662)

Zijn tweede vrouw was Eleonora Gonzaga (1598-1655); het huwelijk vond plaats in Innsbruck in 1622. Dit huwelijk bleef kinderloos.

## Kwartierstaat (voorouders)

Keizer Ferdinand II
(1642), Matthäus Merian de Oude, Prent uit Danckaerts

| Filips de Schone (1478-1506)    | Filips de Schone (1478-1506)    | Filips de Schone (1478-1506)    | Filips de Schone (1478-1506)    | Filips de Schone (1478-1506)    | Filips de Schone (1478-1506)    | Johanna van Castilië (1479-1555) | Johanna van Castilië (1479-1555) | Johanna van Castilië (1479-1555)           | Johanna van Castilië (1479-1555)           | Johanna van Castilië (1479-1555)           | Johanna van Castilië (1479-1555)           |                                            |                                            | Wladislaus II van Hongarije (1456-1514) | Wladislaus II van Hongarije (1456-1514) | Wladislaus II van Hongarije (1456-1514)   | Wladislaus II van Hongarije (1456-1514)   | Wladislaus II van Hongarije (1456-1514)   | Wladislaus II van Hongarije (1456-1514)   | Anna van Foix-Candale (1484-1506)         | Anna van Foix-Candale (1484-1506)         | Anna van Foix-Candale (1484-1506) | Anna van Foix-Candale (1484-1506) | Anna van Foix-Candale (1484-1506)     | Anna van Foix-Candale (1484-1506)     |                                       |                                       | Willem IV van Beieren (1493-1550)     | Willem IV van Beieren (1493-1550)     | Willem IV van Beieren (1493-1550) | Willem IV van Beieren (1493-1550) | Willem IV van Beieren (1493-1550)  | Willem IV van Beieren (1493-1550)  | Maria Jacoba van Baden (1507-1580) | Maria Jacoba van Baden (1507-1580) | Maria Jacoba van Baden (1507-1580) | Maria Jacoba van Baden (1507-1580) | Maria Jacoba van Baden (1507-1580) | Maria Jacoba van Baden (1507-1580) |                                            |                                            | Keizer Ferdinand I (1503-1564)             | Keizer Ferdinand I (1503-1564)             | Keizer Ferdinand I (1503-1564)             | Keizer Ferdinand I (1503-1564)             | Keizer Ferdinand I (1503-1564)  | Keizer Ferdinand I (1503-1564)  | Anna van Bohemen en Hongarije (1503-1547) | Anna van Bohemen en Hongarije (1503-1547) | Anna van Bohemen en Hongarije (1503-1547) | Anna van Bohemen en Hongarije (1503-1547) | Anna van Bohemen en Hongarije (1503-1547) | Anna van Bohemen en Hongarije (1503-1547) |  |  |  |  |  |  |  |  |  |  |  |  |  |  |  |  |  |  |  |  |  |  |  |  |  |  |  |  |  |  |  |  |  |  |  |  |  |  |  |  |  |  |  |  |  |  |  |  |
| Filips de Schone (1478-1506)    | Filips de Schone (1478-1506)    | Filips de Schone (1478-1506)    | Filips de Schone (1478-1506)    | Filips de Schone (1478-1506)    | Filips de Schone (1478-1506)    | Johanna van Castilië (1479-1555) | Johanna van Castilië (1479-1555) | Johanna van Castilië (1479-1555)           | Johanna van Castilië (1479-1555)           | Johanna van Castilië (1479-1555)           | Johanna van Castilië (1479-1555)           |                                            |                                            | Wladislaus II van Hongarije (1456-1514) | Wladislaus II van Hongarije (1456-1514) | Wladislaus II van Hongarije (1456-1514)   | Wladislaus II van Hongarije (1456-1514)   | Wladislaus II van Hongarije (1456-1514)   | Wladislaus II van Hongarije (1456-1514)   | Anna van Foix-Candale (1484-1506)         | Anna van Foix-Candale (1484-1506)         | Anna van Foix-Candale (1484-1506) | Anna van Foix-Candale (1484-1506) | Anna van Foix-Candale (1484-1506)     | Anna van Foix-Candale (1484-1506)     |                                       |                                       | Willem IV van Beieren (1493-1550)     | Willem IV van Beieren (1493-1550)     | Willem IV van Beieren (1493-1550) | Willem IV van Beieren (1493-1550) | Willem IV van Beieren (1493-1550)  | Willem IV van Beieren (1493-1550)  | Maria Jacoba van Baden (1507-1580) | Maria Jacoba van Baden (1507-1580) | Maria Jacoba van Baden (1507-1580) | Maria Jacoba van Baden (1507-1580) | Maria Jacoba van Baden (1507-1580) | Maria Jacoba van Baden (1507-1580) |                                            |                                            | Keizer Ferdinand I (1503-1564)             | Keizer Ferdinand I (1503-1564)             | Keizer Ferdinand I (1503-1564)             | Keizer Ferdinand I (1503-1564)             | Keizer Ferdinand I (1503-1564)  | Keizer Ferdinand I (1503-1564)  | Anna van Bohemen en Hongarije (1503-1547) | Anna van Bohemen en Hongarije (1503-1547) | Anna van Bohemen en Hongarije (1503-1547) | Anna van Bohemen en Hongarije (1503-1547) | Anna van Bohemen en Hongarije (1503-1547) | Anna van Bohemen en Hongarije (1503-1547) |  |  |  |  |  |  |  |  |  |  |  |  |  |  |  |  |  |  |  |  |  |  |  |  |  |  |  |  |  |  |  |  |  |  |  |  |  |  |  |  |  |  |  |  |  |  |  |  |
|                                 |                                 |                                 |                                 |                                 |                                 |                                  |                                  |                                            |                                            |                                            |                                            |                                            |                                            |                                         |                                         |                                           |                                           |                                           |                                           |                                           |                                           |                                   |                                   |                                       |                                       |                                       |                                       |                                       |                                       |                                   |                                   |                                    |                                    |                                    |                                    |                                    |                                    |                                    |                                    |                                            |                                            |                                            |                                            |                                            |                                            |                                 |                                 |                                           |                                           |                                           |                                           |                                           |                                           |  |  |  |  |  |  |  |  |  |  |  |  |  |  |  |  |  |  |  |  |  |  |  |  |  |  |  |  |  |  |  |  |  |  |  |  |  |  |  |  |  |  |  |  |  |  |  |  |
|                                 |                                 |                                 |                                 | Keizer Ferdinand I (1503-1564)  | Keizer Ferdinand I (1503-1564)  | Keizer Ferdinand I (1503-1564)   | Keizer Ferdinand I (1503-1564)   | Keizer Ferdinand I (1503-1564)             | Keizer Ferdinand I (1503-1564)             |                                            |                                            |                                            |                                            |                                         |                                         | Anna van Bohemen en Hongarije (1503-1547) | Anna van Bohemen en Hongarije (1503-1547) | Anna van Bohemen en Hongarije (1503-1547) | Anna van Bohemen en Hongarije (1503-1547) | Anna van Bohemen en Hongarije (1503-1547) | Anna van Bohemen en Hongarije (1503-1547) |                                   |                                   |                                       |                                       |                                       |                                       |                                       |                                       |                                   |                                   | Albrecht V van Beieren (1528-1579) | Albrecht V van Beieren (1528-1579) | Albrecht V van Beieren (1528-1579) | Albrecht V van Beieren (1528-1579) | Albrecht V van Beieren (1528-1579) | Albrecht V van Beieren (1528-1579) |                                    |                                    |                                            |                                            |                                            |                                            | Anna van Oostenrijk (1528-1590)            | Anna van Oostenrijk (1528-1590)            | Anna van Oostenrijk (1528-1590) | Anna van Oostenrijk (1528-1590) | Anna van Oostenrijk (1528-1590)           | Anna van Oostenrijk (1528-1590)           |                                           |                                           |                                           |                                           |  |  |  |  |  |  |  |  |  |  |  |  |  |  |  |  |  |  |  |  |  |  |  |  |  |  |  |  |  |  |  |  |  |  |  |  |  |  |  |  |  |  |  |  |  |  |  |  |
|                                 |                                 |                                 |                                 | Keizer Ferdinand I (1503-1564)  | Keizer Ferdinand I (1503-1564)  | Keizer Ferdinand I (1503-1564)   | Keizer Ferdinand I (1503-1564)   | Keizer Ferdinand I (1503-1564)             | Keizer Ferdinand I (1503-1564)             |                                            |                                            |                                            |                                            |                                         |                                         | Anna van Bohemen en Hongarije (1503-1547) | Anna van Bohemen en Hongarije (1503-1547) | Anna van Bohemen en Hongarije (1503-1547) | Anna van Bohemen en Hongarije (1503-1547) | Anna van Bohemen en Hongarije (1503-1547) | Anna van Bohemen en Hongarije (1503-1547) |                                   |                                   |                                       |                                       |                                       |                                       |                                       |                                       |                                   |                                   | Albrecht V van Beieren (1528-1579) | Albrecht V van Beieren (1528-1579) | Albrecht V van Beieren (1528-1579) | Albrecht V van Beieren (1528-1579) | Albrecht V van Beieren (1528-1579) | Albrecht V van Beieren (1528-1579) |                                    |                                    |                                            |                                            |                                            |                                            | Anna van Oostenrijk (1528-1590)            | Anna van Oostenrijk (1528-1590)            | Anna van Oostenrijk (1528-1590) | Anna van Oostenrijk (1528-1590) | Anna van Oostenrijk (1528-1590)           | Anna van Oostenrijk (1528-1590)           |                                           |                                           |                                           |                                           |  |  |  |  |  |  |  |  |  |  |  |  |  |  |  |  |  |  |  |  |  |  |  |  |  |  |  |  |  |  |  |  |  |  |  |  |  |  |  |  |  |  |  |  |  |  |  |  |
|                                 |                                 |                                 |                                 |                                 |                                 |                                  |                                  |                                            |                                            | Karel II van Oostenrijk (1540-1590)        | Karel II van Oostenrijk (1540-1590)        | Karel II van Oostenrijk (1540-1590)        | Karel II van Oostenrijk (1540-1590)        | Karel II van Oostenrijk (1540-1590)     | Karel II van Oostenrijk (1540-1590)     |                                           |                                           |                                           |                                           |                                           |                                           |                                   |                                   |                                       |                                       |                                       |                                       |                                       |                                       |                                   |                                   |                                    |                                    |                                    |                                    |                                    |                                    | Maria Anna van Beieren (1551-1608) | Maria Anna van Beieren (1551-1608) | Maria Anna van Beieren (1551-1608)         | Maria Anna van Beieren (1551-1608)         | Maria Anna van Beieren (1551-1608)         | Maria Anna van Beieren (1551-1608)         |                                            |                                            |                                 |                                 |                                           |                                           |                                           |                                           |                                           |                                           |  |  |  |  |  |  |  |  |  |  |  |  |  |  |  |  |  |  |  |  |  |  |  |  |  |  |  |  |  |  |  |  |  |  |  |  |  |  |  |  |  |  |  |  |  |  |  |  |
|                                 |                                 |                                 |                                 |                                 |                                 |                                  |                                  |                                            |                                            | Karel II van Oostenrijk (1540-1590)        | Karel II van Oostenrijk (1540-1590)        | Karel II van Oostenrijk (1540-1590)        | Karel II van Oostenrijk (1540-1590)        | Karel II van Oostenrijk (1540-1590)     | Karel II van Oostenrijk (1540-1590)     |                                           |                                           |                                           |                                           |                                           |                                           |                                   |                                   |                                       |                                       |                                       |                                       |                                       |                                       |                                   |                                   |                                    |                                    |                                    |                                    |                                    |                                    | Maria Anna van Beieren (1551-1608) | Maria Anna van Beieren (1551-1608) | Maria Anna van Beieren (1551-1608)         | Maria Anna van Beieren (1551-1608)         | Maria Anna van Beieren (1551-1608)         | Maria Anna van Beieren (1551-1608)         |                                            |                                            |                                 |                                 |                                           |                                           |                                           |                                           |                                           |                                           |  |  |  |  |  |  |  |  |  |  |  |  |  |  |  |  |  |  |  |  |  |  |  |  |  |  |  |  |  |  |  |  |  |  |  |  |  |  |  |  |  |  |  |  |  |  |  |  |
|                                 |                                 |                                 |                                 |                                 |                                 |                                  |                                  |                                            |                                            |                                            |                                            |                                            |                                            |                                         |                                         |                                           |                                           |                                           |                                           |                                           |                                           |                                   |                                   |                                       |                                       |                                       |                                       |                                       |                                       |                                   |                                   |                                    |                                    |                                    |                                    |                                    |                                    |                                    |                                    |                                            |                                            |                                            |                                            |                                            |                                            |                                 |                                 |                                           |                                           |                                           |                                           |                                           |                                           |  |  |  |  |  |  |  |  |  |  |  |  |  |  |  |  |  |  |  |  |  |  |  |  |  |  |  |  |  |  |  |  |  |  |  |  |  |  |  |  |  |  |  |  |  |  |  |  |
|                                 |                                 |                                 |                                 |                                 |                                 |                                  |                                  |                                            |                                            |                                            |                                            |                                            |                                            |                                         |                                         |                                           |                                           |                                           |                                           |                                           |                                           |                                   |                                   |                                       |                                       |                                       |                                       |                                       |                                       |                                   |                                   |                                    |                                    |                                    |                                    |                                    |                                    |                                    |                                    |                                            |                                            |                                            |                                            |                                            |                                            |                                 |                                 |                                           |                                           |                                           |                                           |                                           |                                           |  |  |  |  |  |  |  |  |  |  |  |  |  |  |  |  |  |  |  |  |  |  |  |  |  |  |  |  |  |  |  |  |  |  |  |  |  |  |  |  |  |  |  |  |  |  |  |  |
| Anna van Oostenrijk (1573-1598) | Anna van Oostenrijk (1573-1598) | Anna van Oostenrijk (1573-1598) | Anna van Oostenrijk (1573-1598) | Anna van Oostenrijk (1573-1598) | Anna van Oostenrijk (1573-1598) |                                  |                                  | Maria Christina van Oostenrijk (1574-1621) | Maria Christina van Oostenrijk (1574-1621) | Maria Christina van Oostenrijk (1574-1621) | Maria Christina van Oostenrijk (1574-1621) | Maria Christina van Oostenrijk (1574-1621) | Maria Christina van Oostenrijk (1574-1621) |                                         |                                         | Keizer Ferdinand II (1578-1637)           | Keizer Ferdinand II (1578-1637)           | Keizer Ferdinand II (1578-1637)           | Keizer Ferdinand II (1578-1637)           | Keizer Ferdinand II (1578-1637)           | Keizer Ferdinand II (1578-1637)           |                                   |                                   | Margaretha van Oostenrijk (1584-1611) | Margaretha van Oostenrijk (1584-1611) | Margaretha van Oostenrijk (1584-1611) | Margaretha van Oostenrijk (1584-1611) | Margaretha van Oostenrijk (1584-1611) | Margaretha van Oostenrijk (1584-1611) |                                   |                                   | Leopold V van Habsburg (1586-1632) | Leopold V van Habsburg (1586-1632) | Leopold V van Habsburg (1586-1632) | Leopold V van Habsburg (1586-1632) | Leopold V van Habsburg (1586-1632) | Leopold V van Habsburg (1586-1632) |                                    |                                    | Maria Magdalena van Oostenrijk (1589-1631) | Maria Magdalena van Oostenrijk (1589-1631) | Maria Magdalena van Oostenrijk (1589-1631) | Maria Magdalena van Oostenrijk (1589-1631) | Maria Magdalena van Oostenrijk (1589-1631) | Maria Magdalena van Oostenrijk (1589-1631) |                                 |                                 | 4 broers en 5 zusters                     | 4 broers en 5 zusters                     | 4 broers en 5 zusters                     | 4 broers en 5 zusters                     | 4 broers en 5 zusters                     | 4 broers en 5 zusters                     |  |  |  |  |  |  |  |  |  |  |  |  |  |  |  |  |  |  |  |  |  |  |  |  |  |  |  |  |  |  |  |  |  |  |  |  |  |  |  |  |  |  |  |  |  |  |  |  |

vet = keizer · cursief = tegenkoning · 1 = medekoning (in een deelrijk) · 2 = afkomstig uit een andere dynastie
- Bibsys: 97046458
- Bibliothèque nationale de France: cb12130367b (data)
- Biografisch Portaal: 51065539
- Catàleg d'autoritats de noms i títols de Catalunya: 981058512298306706
- CiNii: DA05208698
- Digitale Bibliotheek voor de Nederlandse Letteren: ferd003
- Gemeinsame Normdatei: 118532510
- International Standard Name Identifier: 0000 0003 9653 1131
- Library of Congress Control Number: n80145217
- Nationale Bibliotheek van Tsjechië: jo20000082511
- Nationale bibliotheek van Australië: 61541586
- Nationale Bibliotheek van Israël: 987007304275505171
- Nationale Bibliotheek van Polen: a0000001061180
- Nationale en Universitaire bibliotheek Zagreb: 000055533
- Nederlandse Thesaurus van Auteursnamen: 070273707
- RKD-Nederlands Instituut voor Kunstgeschiedenis: 486600
- Istituto Centrale per il Catalogo Unico: TO0V517656
- LIBRIS: 214478
- Système universitaire de documentation: 07696308X
- Trove: 1843228
- Union List of Artist Names: 500353798
- Virtual International Authority File: 291482450
- WorldCat: E39PCjBhTm9fVvJCFMKDfqwQYK